# Douglas C-133 Cargomaster
Douglas C-133 Cargomaster je čtyřmotorový vojenský transportní letoun vyvinutý americkým výrobcem Douglas Aircraft. Jeho hlavním úkolem bylo přepravování vojenského materiálu a vybavení. První let uskutečnil roku 1956. Letectvo Spojených států amerických jej provozovalo v letech 1957–1971. Ve službě je nahradil Lockheed C-5 Galaxy. Celkem bylo vyrobeno padesát kusů C-133. Šest se jich dochovalo.

## Vývoj

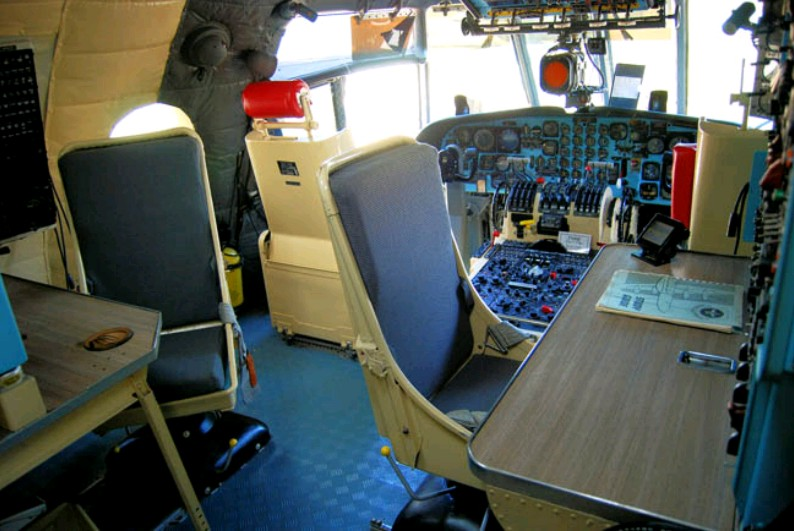
Kokpit letounu C-133B Cargomaster vystaveného v Air Mobility Command Museum na letecké základně Dover Air Force Base ve státě Delaware

Vývoj začal na začátku padesátých let 20. století. Firma Douglas Aircraft dostala od Letectva Spojených států požadavek na výrobu dvou nových velkokapacitních transportních letounů, které budou poháněny turbovrtulovými motory. Vývoj modelu C-132 skončil ve stádiu makety, ale více pokročil model C-133. Nový typ měl ve službě doplňovat taktický transportní letoun C-130 Hercules.
Zajímavostí je, že nebyl postaven žádný prototyp, ale rovnou byla objednána sériová výroba verze C-133A. První exemplář C-133A poprvé vzlétl 23. dubna 1956. Zkušební let proběhl bezproblémově. V průběhu dalších zkušebních letů, které probíhaly vzápětí po tom prvním, se objevily nedostatky, které musely být ihned odstraněny. Mimo jiné došlo i k úpravám aerodynamiky celého letounu, např. kuželové zakončení letounu se nahradilo plochým a také se zvětšila ocasní plocha letounu. Ještě před vzletem prvního letounu započala sériová výroba prvních 35 kusů verze A, a důsledkem testů prvního letounu se musely všechny již vyrobené kusy dodatečně upravovat. Letectvo Spojených států začalo tyto letouny zařazovat do služby v srpnu 1957.

## Služba

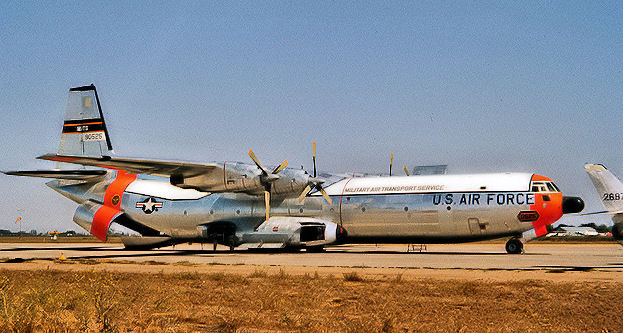
Douglas C-133B-DL Cargomaster v roce 1971

Po vyrobení prvních 35 kusů verze A, započala ihned i výroba 15 kusů verze B. První stroj verze B uskutečnil svůj první let 31. října 1959 a k předání prvního letounu došlo 21. března 1960. Sériová výroba skončila v dubnu 1961 a do tohoto dne se vyrobilo 50 kusů obou verzí. Letouny hlavně přepravovaly vojáky a zásoby do amerických základen různě po světě. Tři letadla verze A se upravila i pro transport mezikontinentálních balistických střel Titan a Thor. Tyto letouny přepravovaly i nosné rakety jako např. Jupiter a Atlas. Na začátku Vietnamské války tato letadla přepravovala všechen potřebný personál a materiály. Letadla byla vyřazena po relativně krátké době a to již v průběhu 70. let a roku 1971 byly zbylé letouny nahrazeny stroji Lockheed C-5 Galaxy. V roce 1971 také odkoupila 3 tyto letadla společnost Northern Air Cargo (později Cargomaster Corporation), která tyto letadla používala při stavbách ropovodů a k přepravě různých nadrozměrných nákladů na Aljašce. Poslední letoun přeletěl z Aljašky na základnu Travis v srpnu roku 2008 a byl to zároveň i poslední let tohoto stroje.

## Nehody
Při nehodách bylo zničeno devět letounů C-133 a desátý na zemi zničil požár. Zemřelo přitom celkem šedesát osob.

## Dochované kusy

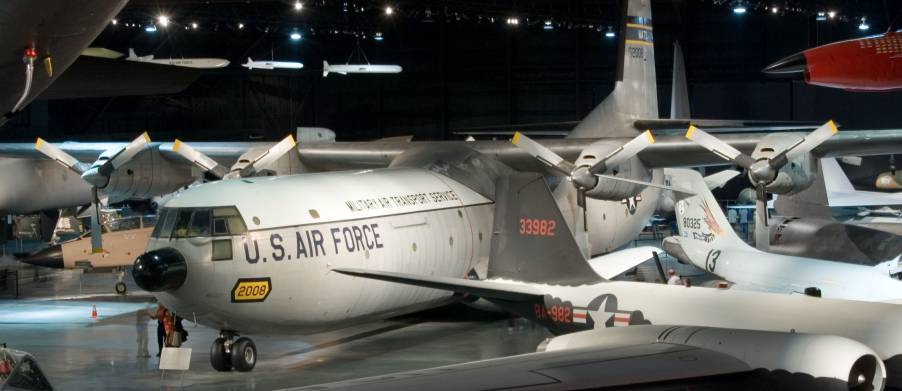
Rekordní letoun C-133A vystavený v Národním muzeu Letectva Spojených států amerických

- C-133A (56-2008) – Národní muzeum Letectva Spojených států amerických v Daytonu ve státě Ohio.
- C-133B (59-0527) – Pima Air & Space Museum v Tusconu ve státě Arizona.
- C-133B (59-0536) –  Air Mobility Command Museum na letecké základně Dover Air Force Base ve státě Delaware.
- C-133A (56-1999) – Jimmy Doolittle Air & Space Museum na Travisově letecké základně ve Fairfieldu v Kalifornii.
- 2x C-133A (56-2001, 54-0136) – Uloženy na základně Mojave Air and Space Port v Mojave v Kalifornii.

## Specifikace (Douglas C-133B)

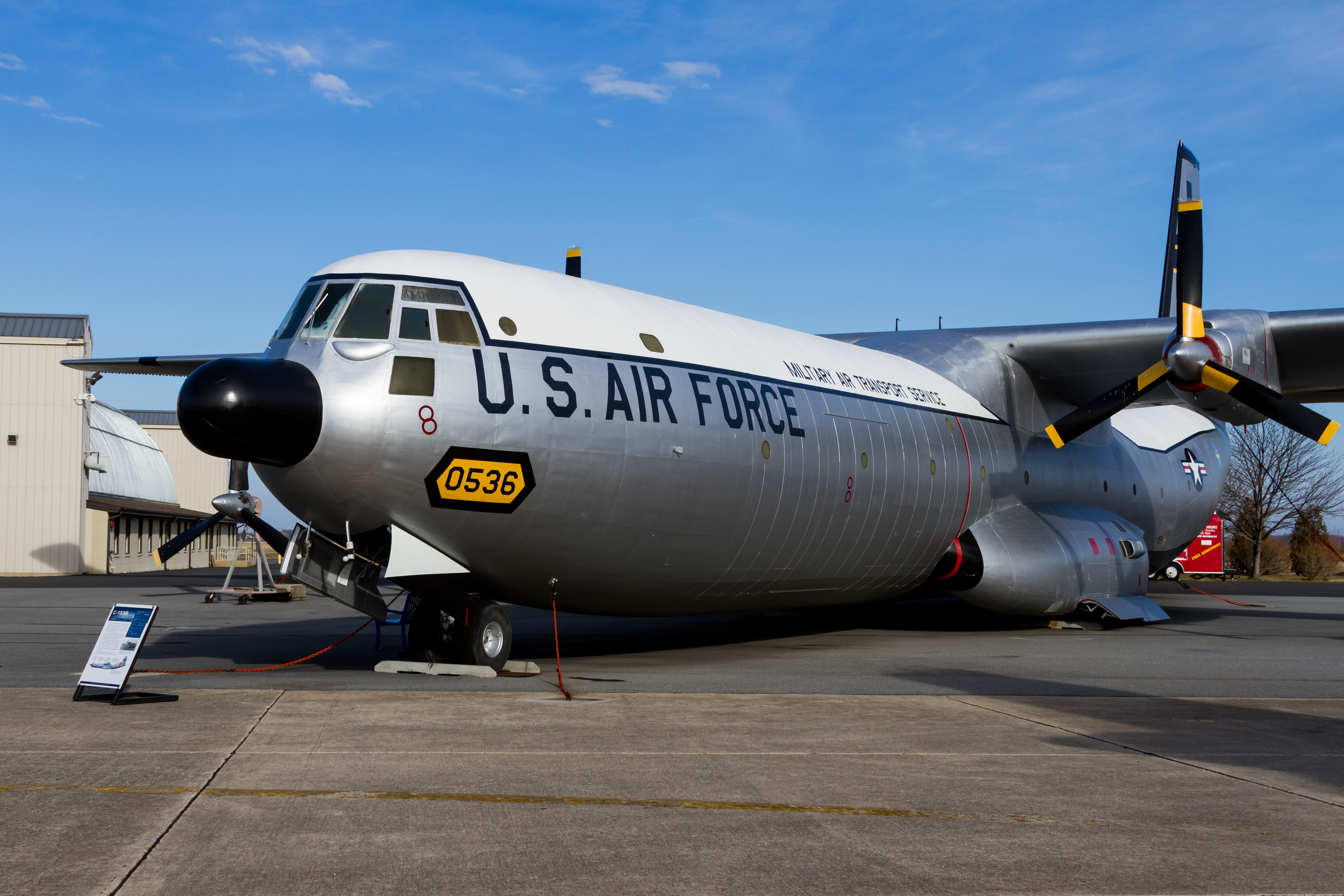
Douglas C-133B vystavený v Air Mobility Command Museum

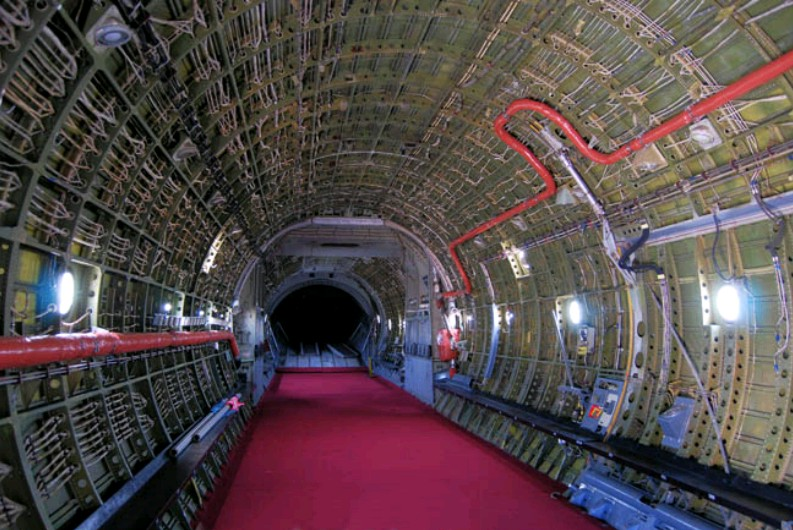
Nákladový prostor Cargomasteru

### Technické údaje
- Posádka: 5 (dva piloti, navigátor, letecký inženýr, správce nákladu)
- Kapacita: 45 000 kg materiálu nebo:
  - 200 vojáků s úplnou bojovou výzbrojí
  - 16 Jeepů
  - 20 proudových motorů[8]
- Rozpětí: 54,76 m
- Délka: 48,01 m
- Výška: 17,70 m
- Nosná plocha: 248,3 m²
- Hmotnost prázdného stroje: 54 600 kg
- Užitečné zatížení: 21 319 kg
- Maximální vzletová hmotnost: 127 915 kg
- Pohonné jednotky: 4× turbovrtulový motor Pratt & Whitney T34-P-7WA,každý o výkonu 4846 kW.[4]

### Výkony
- Maximální rychlost: 577.8 km/h v 2652 metrech
- Cestovní rychlost: 519.8 km/h
- Dolet: 6437.4 km s 23 586 kg nákladu
- Dostup: 9129 metrů[9]

## Zajímavosti
V průběhu služby se ukázalo, že vibrace motorů Pratt & Whitney T34-P-7WA vytvářejí únavové trhliny v trupu. Proto byla zvažována jejich výměna za motory Allison T-54, ale nakonec k tomu nikdy nedošlo. V roce 1958 tento letoun ustanovil rychlostní rekord přeletu přes Atlantik ve své kategorii. Podlaha nákladového prostoru byla vybavena dopravníkovým systémem pro shoz materiálu během letu. Verze C-133B měla na rozdíl od verze A výkonnější motory Pratt & Whitney T34-P-9W a také měla hydraulický posilovač směrového kormidla.